# Egg, Zürich
Egg är en ort och kommun i distriktet Uster i kantonen Zürich, Schweiz. Kommunen har 8 816 invånare (2023).
Kommunen består av de sammanvuxna orterna Egg (5 310 invånare) och Hinteregg (1 546 invånare) samt Esslingen (1 782 invånare).